# Mark Strickson
Mark Strickson (Stratford-upon-Avon, 6 aprile 1959) è un attore britannico.

## Biografia
Nato nella città di Shakespeare, di cui frequentò anche la stessa scuola, la King Edward VI Grammar School, è anche corista nella chiesa locale, essendo il padre John organista e direttore del coro. Studente al RADA, nel 1983 interpreta il ruolo dell'androide Vislor Turlough nella serie televisiva Doctor Who. L'anno successivo, lasciata la serie, si trasferisce in Australia dove studia zoologia all'Università del New England, e dove studia anche teatro per i successivi cinque anni. A tutt'oggi vive in Nuova Zelanda.

## Filmografia
- Angels (1982)
- Doctor Who (1983-1984)